# Педро Мендінуета
Педро Мендінуета-і-Мускіс (ісп. Pedro Mendinueta y Múzquiz; 6 червня 1736 — 18 лютого 1825) — іспанський військовик і колоніальний чиновник, віце-король Нової Гранади від 1797 до 1803 року, лицар ордена Сантьяго.

## Біографія
Мендінуета розпочав свою військову кар'єру 1756 року. Вперше він вирушив до Америки 1763 року, беручи участь в організації ополчення на Кубі та в Пуерто-Рико. 1782 року він знову повернувся до Нового Світу й 1783 року проходив службу в Гавані. Наступного року Мендінуета виїхав до Нової Іспанії, де організував провінційні та міські ополчення. 1789 року повернувся до Іспанії, в 1793—1795 роках брав участь у війні проти Франції.
1 січня 1796 року був призначений на пост віце-короля Нової Гранади, 2 січня наступного року прибувши до Картахени-де-Індіас. Санта-Фе він дістався 18 березня 1797 року.
За свого врядування він зумів налагодити водопостачання до західних районів столиці, а також покращив сполучення з Тунхою, Велесом, Караре й іншими містами півночі колонії. Окрім того віце-король вжив заходів до покращення шляху до Венесуели.
Мендінуета підтримував у віце-королівстві наукові дослідження. В липні 1801 року він приймав натуралістів Александера фон Гумбольдта й Еме Бонплана, які подорожували іспанськими землями з дозволу корони з метою вивчення флори, фауни та рельєфів американських колоній. Окрім іншого, вчені мали намір скласти мапу Південної Америки на південь від річки Амазонка, в чому Мендінуета також був дуже зацікавлений. На прохання Хосе Селестіно Мутіса в 1802—1803 роках було збудовано астрономічну обсерваторію.
Мендінуета є автором великої праці Memoria Sobre el Nuevo Reino de Granada (1803). Він поставив під сумнів негативний образ колонії, поданий одним з його попередників, архієпископом Антоніо Кабальєро-і-Ґонґорою. Нова праця, розділена на чотири частини (церковні справи, управління, фінанси та військо), є важливим описом стану справ колонії перед початком війни за незалежність. 2003 року працю було перевидано іспанською мовою (ISBN 978-0-7734-6566-4).
Мендінуета був змушений придушувати повстання французьких негрів у Картахені, які вбили місцевого губернатора, а також виступи корінних жителів. Віце-король працював над тим, щоб передати підкорені корінні народи під владу іспанської корони й реформувати уряд у Лос-Льянос.
Переймався Педро Мендінуета й медициною. Зокрема він намагався збільшити обсяги постачання медикаментів для бідняків і реформував лікарню Сан-Хуан-де-Діос у Боготі. 1801 року, здебільшого завдяки зусиллям віце-короля, вдалось запобігти новій епідемії віспи.
Мендінуета мав репутацію людини прогресивних поглядів. Він мав великі плани з покращення стану справ у колонії, втім не всі з них йому вдалось реалізувати. Війни проти Британії та Франції завдали болючого удару економіці колонії та сприяли розквіту контрабанди, тому державна казна не змогла підтримати деякі з ідей віце-короля.
Попри дану обіцянку амністії, 19 липня 1797 року Мендінуета наказав заарештувати Антоніо Наріньйо, провісника колумбійської незалежності, який повернувся до колонії.
22 вересня 1803 року, склавши свої повноваження, Педро Мендінуета повернувся до Іспанії. 1807 року він отримав пост головного військового інспектора, а також став членом Вищої військової ради й державним радником. Під час французького вторгнення його було ув'язнено. 1814 року король Фернандо VII призначив звільненого Мендінуету головою Вищої військової ради. Вийшов у відставку 1822 й помер 1825 року.